# Jesuskirche (Tüngeda)

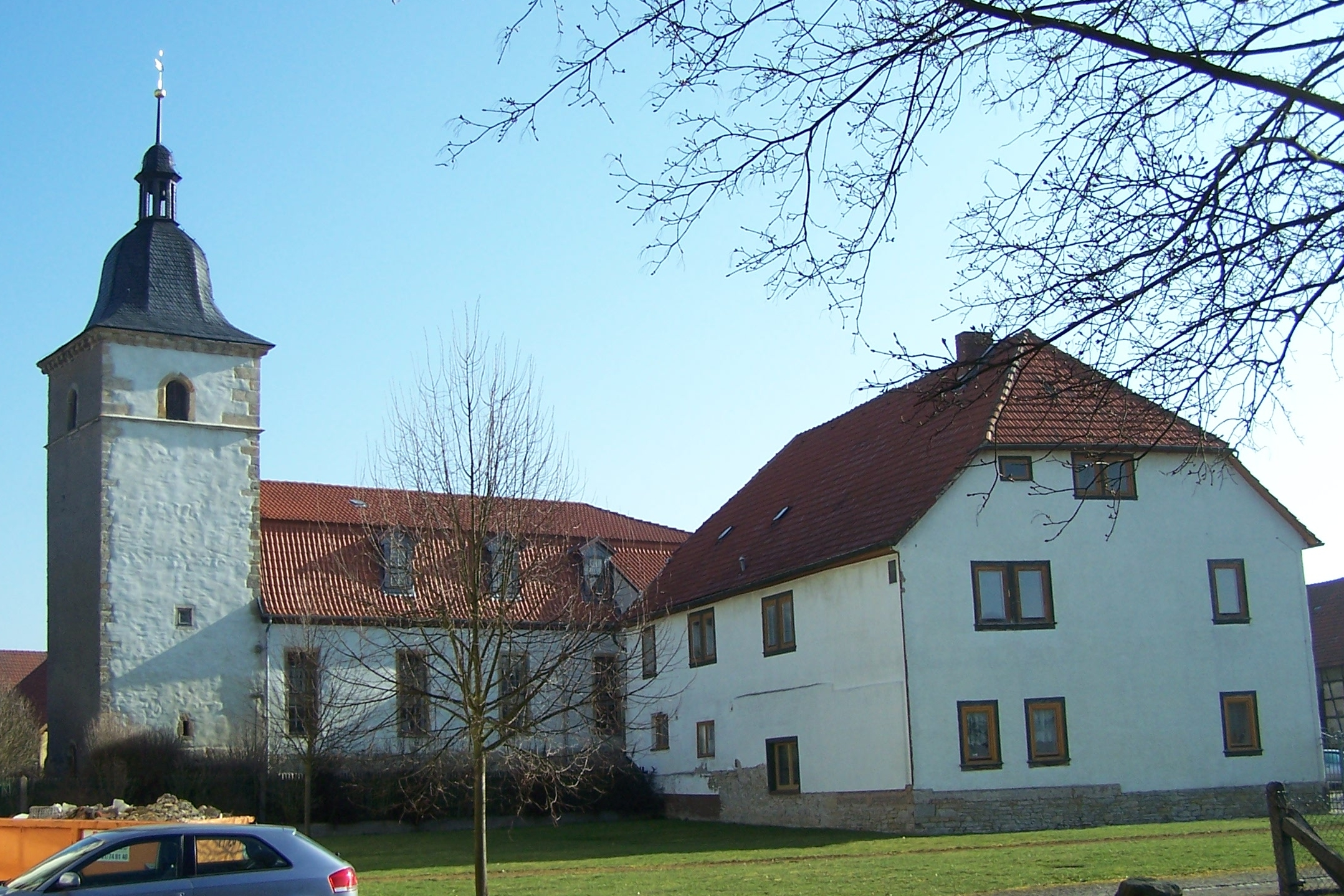
Jesuskirche

Die denkmalgeschützte evangelisch-lutherische Jesuskirche steht in Tüngeda, einem Ortsteil der Gemeinde Hörselberg-Hainich im Wartburgkreis in Thüringen. Tüngeda ist Gemeindeteil der Kirchengemeinde Emmaus Goldbach-Wangenheim im Kirchenkreis Gotha der Evangelischen Kirche in Mitteldeutschland.

## Beschreibung
Die Saalkirche wurde 1589 anstelle der abgerissenen Annenkirche durch Baumeister Michel Frei erbaut. Der Kirchturm im Westen fluchtet mit der Südwand des Langhauses. Das romanische Erdgeschoss des Turms hat einen vermauerten Rundbogen, der auf Kämpfern ruht. Es ist der Rest des Chorturms der Annenkirche. 1730 wurden Turm und Chor umgebaut. Das heutige Erscheinungsbild wird wesentlich durch die Erneuerungen von 1792 bestimmt. Neben den Fenstern und Türen erhielt der Turm ein weiteres Obergeschoss mit rundbogigen Klangarkaden, in dem sich der Glockenstuhl befindet. In ihm hängen Kirchenglocken, eine von 1611, die zweite von 1645, die Hieronymus Moeringk aus Erfurt gegossen hat. Der Turm ist bedeckt mit einer glockenförmigen Haube, auf der eine offene Laterne sitzt, die von einer Turmkugel bekrönt wird.
Der Innenraum hat zweigeschossige Emporen und ist mit einer Flachdecke überspannt, die ornamental bemalt ist. Die Orgelempore im Westen ist konkav ausgebuchtet. Die erste Orgel baute 1730 Caspar Stamm aus Wiegleben. Sie wurde 1875 durch  Friedrich Christian Knauf eine Orgel mit 18 Registern, verteilt auf 2 Manuale und Pedal, ersetzt. Zur Kirchenausstattung gehören ein spätromanisches Taufbecken, ferner Schnitzfiguren einer Mondsichelmadonna vom Ende des 15. Jahrhunderts und Johannes Evangelist aus der 1. Hälfte des 17. Jahrhunderts.